# Rudy Dhaenens
Rudy Dhaenens (Deinze, 10 april 1961 – Aalst, 6 april 1998) was een Belgisch wielrenner.

## Biografie
De in Deinze geboren Dhaenens werd, na een aantal succesvolle jaren als amateur, prof in 1983. Dhaenens was een renner die vooral goed uit de voeten kon in eendaagse wedstrijden. Zo won hij twee keer de Omloop Mandel-Leie-Schelde en eenmaal de Druivenkoers. Aansprekender zijn waarschijnlijk zijn ereplaatsen in klassiekers, zoals de tweede plaats in de Ronde van Vlaanderen en een tweede en derde plaats in Parijs-Roubaix. In 1989 was Dhaenens, die aan zijn tweede seizoen bij het Nederlandse PDM bezig was, dicht bij een etappezege in de Ronde van Frankrijk, totdat hij in de laatste bocht een klapband kreeg. Dat werd echter een jaar later meer dan goed gemaakt: na een lange ontsnapping met land- en ploeggenoot Dirk De Wolf werd hij in het Japanse Utsunomiya wereldkampioen. Hierna reed de Belgisch sportman van het jaar nog twee jaar voor Panasonic, maar in juni 1992 moest hij vanwege hartproblemen zijn carrière beëindigen.
Op 5 april 1998 was Dhaenens op weg naar de Ronde van Vlaanderen om er te co-commentariëren voor Eurosport toen hij een zwaar auto-ongeluk kreeg op de E40. Terwijl zijn vriend Johan Museeuw de Ronde won, overleed Dhaenens een dag later in een ziekenhuis van Aalst. Sindsdien werd tot 2009 jaarlijks in het voorjaar de Grote Prijs Rudy Dhaenens georganiseerd.

## Ploegen en Uitslagen
1983 Splendor-Euroshop
0 zeges
1984 Splendor-Mondial Moquette
1ste Eeklo (Bel)
1985 Hitachi-Splendor
1ste Druivenkoers Overijse (Bel)
1ste Omloop Mandel-Leie-Schelde (Bel)
1986 Hitachi-Marc-Splendor
11e etappe Ronde van Frankrijk
1987 Hitachi-Marc-BCE Snooker
0 zeges
1988 PDM-Concorde
0 zeges
1989 PDM-Concorde
0 zeges
1990 PDM-Concorde
1ste Beernem (Bel)
1ste Oostrozebeke (Bel)
1ste Tongeren criterium (Bel)
1ste Wereldkampioenschap wielrennen (Jap)
1991 Panasonic-Sportlife
1ste Eeklo criterium (Bel)
1992 Panasonic-Sportlife
0 zeges

## Resultaten in voornaamste wedstrijden
| Jaar | Ronde van Italië | Ronde van Frankrijk | Ronde van Spanje |
| ---- | ---------------- | ------------------- | ---------------- |
| 1983 |                  | buiten tijd         |                  |
| 1984 |                  | opgave              |                  |
| 1985 |                  | 101e                |                  |
| 1986 |                  | 122e (1)            |                  |
| 1987 |                  | opgave              |                  |
| 1988 | opgave           | 87e                 |                  |
| 1989 |                  | opgave              |                  |
| 1990 |                  | 43e                 |                  |
| 1991 |                  | buiten tijd         |                  |
| 1992 |                  |                     |                  |

| Jaar | Milaan-San Remo | Gent-Wevelgem | Ronde van Vlaanderen | Parijs-Roubaix | Amstel Gold Race | Luik-Bast.‑Luik | Omloop Het Volk |  | WK op de weg |  | Wereldranglijsten |
| ---- | --------------- | ------------- | -------------------- | -------------- | ---------------- | --------------- | --------------- |  | ------------ |  | ----------------- |
| 1983 | 99e             | 31e           |                      |                | 24e              | 76e             |                 |  |              |  |                   |
| 1984 | 48e             | 8e            | 16e                  | 12e            | 4e               |                 |                 |  | opgave       |  |                   |
| 1985 | 34e             | Brons         |                      | 5e             |                  | 47e             | 12e             |  | opgave       |  |                   |
| 1986 | 74e             | 7e            | 13e                  | ↑              |                  |                 |                 |  | 63e          |  |                   |
| 1987 |                 | 6e            | 48e                  | ↑              | 38e              |                 | 21e             |  |              |  |                   |
| 1988 | 23e             | 8e            | 8e                   |                | 35e              | 54e             | 4e              |  |              |  | 75e (UWB)         |
| 1989 | 7e              | 32e           | 77e                  | 19e            |                  | 36e             | 13e             |  |              |  | 65e (UWB)         |
| 1990 |                 | 10e           | ↑                    | 9e             | 13e              | 4e              |                 |  | ↑            |  | (UWB)             |
| 1991 |                 | 51e           |                      | 19e            |                  |                 |                 |  | 14e          |  |                   |
| 1992 |                 | 88e           | 13e                  | 33e            |                  |                 |                 |  |              |  |                   |